# Fairytales
Fairytales (рус. Сказки) — дебютный студийный альбом норвежского исполнителя Александра Рыбака, победителя конкурса песни Евровидение 2009 в Москве. Альбом выпущен 1 июня 2009 в России и Норвегии. В Финляндии, Германии, Дании, Австрии альбом вышел под лейблом EMI. В России, Греции и Кипре альбом выпущен под лейблом Universal. Большинство композиций с альбома Александр Рыбак написал сам.
Первый сингл с этого альбома — это песня «Fairytale», которая заняла первое место на конкурсе песни Евровидение 2009 в Москве, установив рекорд в 387 баллов. Большинство стран Европы отдали этой песне самый высший балл.
Второй по счёту издана песня «Funny Little World». Она была выпущена на сингле и в цифровом варианте 13 мая, в день рождения Александра Рыбака. Когда песня появилась в норвежских чартах, это был первый подобный случай, когда две песни одного исполнителя занимали в них две верхние позиции.
Третий сингл — это песня «Roll With the Wind». Радио ротация и цифровая загрузка которой началась 2 июня 2009. Песня была написана Мэртоном Эрикссоном и Лизой Эрикссон.

## Список композиций
| №  | Название                    | Автор                            | Длительность |
| -- | --------------------------- | -------------------------------- | ------------ |
| 1. | «Roll With the Wind»        | Мэртэн Эрикссон, Лиза Эрикссон   | 3:34         |
| 2. | «Fairytale»                 | Александр Рыбак                  | 3:05         |
| 3. | «Dolphin»                   | Александр Рыбак                  | 4:16         |
| 4. | «Kiss and Tell»             | Александр Рыбак, Ким Бергсэс     | 3:20         |
| 5. | «Funny Little World»        | Александр Рыбак                  | 3:46         |
| 6. | «If You Were Gone»          | Александр Рыбак, Хэннинг Сомерро | 4:31         |
| 7. | «Abandoned»                 | Александр Рыбак, Кирилл Молчанов | 4:09         |
| 8. | «13 Horses»                 | Александр Рыбак                  | 5:42         |
| 9. | «Song from a Secret Garden» | Рольф Лёвланд (Secret Garden)    | 3:30         |

| №   | Название    | Автор             | Длительность |
| --- | ----------- | ----------------- | ------------ |
| 10. | «500 Miles» | The Proclaimers   | 3:24         |
| 11. | «Vocalise»  | Сергей Рахманинов | 4:31         |

## Сертификации
| Регион                                                      | Сертификация  | Продажи |
| ----------------------------------------------------------- | ------------- | ------- |
| Россия (NFPF)                                               | 2× Платиновый | 40 000* |
| Швеция (GLF)                                                | Золотой       | 20 000^ |
| ^ Данные о тиражах приведены только на основе сертификации. |               |         |